# Day’Ron Sharpe
Day’Ron Y. Sharpe (ur. 6 listopada 2001 w Greenville) – amerykański koszykarz występujący na pozycji silnego skrzydłowego, obecnie zawodnik Brooklyn Nets.
W 2020 wziął udział w meczu gwiazd amerykańskich szkół średnich – McDonald’s All-American.

## Osiągnięcia
Stan na 6 stycznia 2022, na podstawie, o ile nie zaznaczono inaczej.
NCAA
- Uczestnik turnieju NCAA (2021)
- Zaliczony do I składu najlepszych pierwszorocznych zawodników konferencji Atlantic Coast (ACC – 2021)
- Najlepszy pierwszoroczny zawodnik tygodnia ACC (4.01.2021)